# ГЕС Qiáogǒng
ГЕС Qiáogǒng (桥巩水电站) — гідроелектростанція на півдні Китаю у провінції Гуансі. Знаходячись після ГЕС Летан, становить нижній ступінь каскаду на річці Hongshui, яка разом із Qian, Xun та Сі входить до основної течії річкової системи Сіцзян (завершується в затоці Південнокитайського моря між Гуанчжоу та Гонконгом). При цьому нижче по сточищу на ділянці річки, котра має назву Xun, працює ГЕС Zhǎngzhōu.
У межах проєкту річку перекрили бетонною гравітаційною греблею висотою 70 метрів та довжиною близько 1 км. Вона утримує водосховище з об'ємом 191 млн м3 (корисний об'єм 27 млн м3) та припустимим коливанням рівня поверхні між позначками 82 та 84 метри НРМ (під час повені об'єм водойми може зростати до 903 млн м3).
Інтегрований у греблю машинний зал обладнали вісьмома бульбовими турбінами потужністю по 57 МВт, встановленими на позначці 54 метри НРМ. Вони забезпечують виробництво 2324 млн кВт·год електроенергії на рік (після завершення другого етапу розташованої вище по сточищу ГЕС Лунтань цей показник має зрости до 2401 млн кВт·год).
Видача продукції відбувається по ЛЕП, розрахованій на роботу під напругою 220 кВ.